# Pauridia minuta
Pauridia minuta là một loài thực vật có hoa thuộc họ Hạ trâm. Loài này được (L.f.) T.Durand & Schinz mô tả khoa học đầu tiên năm 1894.